# Riccardo Moizo
Pour les articles homonymes, voir Moizo.
Riccardo Moizo (Saliceto, 22 août 1877 - Rome, 27 février 1962) était un général et préfet italien.
Il s'est particulièrement distingué en tant qu'aviateur pendant la guerre italo-turque, où il a effectué 59 vols de guerre, et a été décoré de la croix de chevalier de l'ordre militaire de Savoie. Il participe ensuite à la Première Guerre mondiale, se distinguant à la fois comme aviateur et comme officier d'infanterie, décoré de deux médailles d'argent pour la valeur militaire et d'une croix du Mérite de guerre. Après la fin du conflit, il prend le commandement de l'armée de l'air du Servizio Aeronautico (Corpo Aeronautico), poste qu'il occupe de mai au 21 octobre 1923. Après avoir quitté définitivement le monde de l'aviation, il retourne dans l'armée royale où il atteint le grade de général de corps d'armée, et entre le 30 novembre 1935 et le 27 août 1940, il occupe le poste de commandant général du corps royal des carabiniers (Corpo dei Carabinieri Reali). Nommé sénateur du royaume le 25 mars 1939, il est nommé, pendant la Seconde Guerre mondiale, haut-commissaire de la province de Ljubljana. Emprisonné par les Allemands après l'armistice du 8 septembre 1943 (armistice de Cassibile), il est libéré, mais ensuite emprisonné par les autorités de la République sociale italienne (Repubblica Sociale Italiana - RSI) et jugé par le Tribunal spécial pour la défense de l'État de la RSI (Tribunale speciale per la difesa dello Stato della RSI), étant acquitté dans la phase préliminaire de l'accusation d'avoir facilité le démantèlement des troupes italiennes dans la province de Ljubljana. Après la fin du conflit, il est déclaré déchu de sa qualité de sénateur par la Haute cour de justice pour les sanctions contre le fascisme (Alta corte di giustizia per le sanzioni contro il fascismo - ACGSF) par une ordonnance du 6 février 1945, décision annulée par la Cour suprême de cassation le 9 juin 1947.

## Biographie

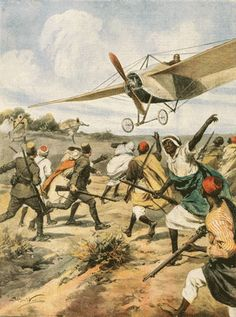
La capture en Libye du capitaine Moizo en quatrième de couverture du La Domenica del Corriere.

Riccardo Moizo  est né à Saliceto, dans la province de Cuneo, le 22 août 1877, fils de Francesco et Ermenegilda Barberis. Il s'engage dans l'armée royale le 14 octobre 1894 et commence à fréquenter l'Académie royale militaire d'artillerie et de génie de Turin, dont il sort avec le grade de sous-lieutenant (sottotenente) affecté à l'arme de l'artillerie le 4 juillet 1897, puis est envoyé à l'École d'application de l'artillerie et du génie. Promu lieutenant (tenente) le 1er septembre 1899, à l'issue de ses cours, il est affecté au service de la 7e brigade d'artillerie côtière. D'octobre 1905 à août 1908, il suit les cours de l'École de guerre de l'armée à Turin, à la fin desquels il est envoyé à Rome, au commandement du Corps d'état-major général, puis, à partir du 13 mai 1909, il est de retour à Turin à l'état-major général du Ier corps d'armée. Le 10 août de la même année, promu capitaine (capitano) "au choix", il est affecté au 3e régiment d'artillerie de forteresse, puis au 1er régiment d'artillerie de montagne à partir du 2 juin 1910, mais sert effectivement au commandement du 1er corps d'armée.
Pendant son séjour à Turin, il montre beaucoup d'intérêt pour l'aviation naissante, attiré par la nouveauté du moyen de transport aérien, et est autorisé à suivre un cours de pilotage, avant d'être incorporé au Bataillon de spécialistes du génie le 17 novembre 1910. Après s'être installé à Rome, il commence à suivre le cours pour devenir pilote d'avion à l'aérodrome de Centocelle, le complétant ensuite à l'aérodrome de Malpensa, où il obtient son brevet de pilote d'avion le 31 mai 1911 et son brevet de pilote militaire le 1er août. Le même mois, aux commandes d'un monoplan Nieuport, il participe aux grandes manœuvres du Regio Esercito qui se déroulent à Monferrato, les premières en Italie qui voient la participation du nouvel avion utilisé uniquement pour des fonctions de reconnaissance.
En octobre, le nouveau département d'aviation, qui opère au sein du bataillon de spécialistes du corps du génie, envoie une escadrille de sept avions en Libye, la guerre italo-turque ayant éclaté le 29 septembre. Ils effectuent leurs premiers vols de guerre, au cours desquels ils ajoutent à leurs tâches de reconnaissance celles de diriger les tirs d'artillerie, d'étudier le terrain et d'effectuer les premiers bombardements rudimentaires. Le 23 octobre 1911, après avoir décollé, ils détectent les mouvements d'environ 2 000 soldats ennemis, découvrant par la même occasion que la ville d'Azizia était située à 60 km de Tripoli et non 80, comme l'indiquaient par erreur les cartes imprécises de l'époque.

Il participe dès le début aux opérations aériennes, étant rapatrié le 7 mai 1912, mais, par manque de pilotes, il embarque à nouveau pour la Libye le 12 août suivant, où une fois arrivé il est affecté à l'aérodrome de Zouara, situé à une centaine de kilomètres de Tripoli. Après quelques missions au cours desquelles son avion n'avait pas donné satisfaction, il reçut l'ordre de retourner à Tripoli et le matin du 10 septembre, il décolla à bord de son Nieuport, mais un dysfonctionnement du moteur le contraignit à une série d'atterrissages d'urgence, à la fin desquels il fut capturé par des irréguliers arabes et emmené à El Hascian. Pris en charge par des soldats de l'armée ottomane, il est transféré à Fessato, où il reste jusqu'à la fin des hostilités. Rapatrié dans un état physique affaibli, il reprend le service en novembre 1913, au sein du 2e régiment d'artillerie de montagne, décoré de la croix de chevalier de l'ordre militaire de Savoie.
En juillet 1914, alors qu'il est en poste à Rome à l'état-major de l'armée, il est mis à la disposition du ministère des Colonies et affecté au commandement des troupes de Tripolitaine. Promu capitaine en second le 28 mars 1915, il s'embarque pour l'Italie peu après, réaffecté à l'état-major et, à partir du 23 mai, lors de l'entrée du royaume d'Italie dans la Première Guerre mondiale, il est détaché comme consultant aéronautique auprès du commandement suprême.
Promu major (maggiore) le 7 juillet, il reste dans la zone d'opérations jusqu'au 21 décembre, date à laquelle il est transféré au ministère de la Guerre, affecté à l'organisation et au déploiement des premières unités aéroportées. Il reste dans la capitale, pratiquement sans interruption, jusqu'en octobre 1917, étant promu successivement lieutenant-colonel (tenente colonnello) le 16 décembre 191) et colonel (colonnello) le 16 août 1917. Le 26 août 1916, il épouse la comtesse Angelina Lovaria, dont il a deux enfants, Fabio et Gilda. En octobre 1917, il retourne au front, d'abord comme commandant de l'aviation de la 3e armée, puis, jusqu'en mars 1918, comme chef du bureau des services de l'aviation au Commandement suprême. Pour ses mérites en tant que pilote et organisateur, il est décoré de la médaille d'argent de la valeur militaire. À partir du 1er avril, il occupe le poste de chef d'état-major de la 15e division et, le 27 octobre, il est gravement blessé à la tête sur le mont Pertica, dans le secteur de Grappa, ce qui lui vaut une deuxième médaille d'argent de la valeur militaire.
Quasiment aveugle, il suit une longue convalescence et reprend du service en août 1919, affecté à l'état-major de la 8e armée dont le quartier général se trouve à Udine. Il sert ensuite à nouveau dans l'armée de l'air pendant la phase d'organisation de la constitution de la nouvelle armée. À partir de novembre 1919, il fait partie du commandement de l'armée de l'air (aviateurs) à Rome, devenant ensuite commandant supérieur de l'armée de l'air et directeur général des affaires militaires du commissariat de l'armée de l'air à partir de janvier 1923, passant enfin comme général de brigade aérienne à l'état-major général de la Regia Aeronautica nouvellement formée. Entre mai 1923 et le 21 octobre de la même année, il est commandant général de l'armée de l'air, remplacé ensuite par Aldo Finzi. [Le 30 décembre, il reprend son service dans l'armée avec le grade de colonel (colonnello). À partir du 24 février 1924, il commande le 6e régiment d'artillerie lourde de campagne et, à partir du 1er novembre 1926, le 3e régiment d'artillerie lourde de campagne. Promu général de brigade (generale di brigata) le 21 février 1929, il sert au commandement de l'artillerie du corps d'armée de Rome. Le 16 novembre 1930, il devient inspecteur pour la mobilisation de la 21e division militaire territoriale de Rome, et le 16 septembre 1931, il est mis à la disposition du commandement désigné de l'armée à Florence.
Général de division (Generale di divisione) à partir du 1er décembre 1932, il devient d'abord commandant de la 6e division militaire territoriale de Milan, qui devient la 58e division d'infanterie "Legnano" en février 1934, puis à partir du 16 septembre 1934 de la 1re division célère "Eugenio di Savoia". Nommé commandant général du corps royal des carabiniers le 30 novembre 1935, le corps connaît pendant son mandat une bonne expansion et, à l'occasion de la guerre d'Éthiopie, la 3e division de carabiniers est créée dans le sud de l'Italie, qui participe aux opérations de guerre en Éthiopie avec des groupements de camions. Après la proclamation de l'Empire, il supervisa l'extension ultérieure à tous les nouveaux territoires du service des carabiniers, qui était toutefois limité par la création de la Police de l'Afrique italienne, ce qu'il fit également après l'occupation de l'Albanie, également par l'absorption de la gendarmerie locale préexistante.
Le 1er octobre 1936, il est élevé au rang de général de corps d'armée (generale di corpo d'armata), puis nommé sénateur du Royaume le 25 mars 1939. Affecté d'abord à la Commission de l'Intérieur et de la Justice puis, à partir du 23 janvier 1940, à celle des Forces armées, il s'intéresse presque exclusivement aux mesures relatives au Corps des Carabiniers. En raison de la limite d'âge en 1939, il est alors mis à la disposition du commandement, s'occupant de la mobilisation générale du Corps des Carabiniers lorsque le royaume d'Italie entre en guerre le 10 juin 1940. Le 27 août de la même année, il quitte le poste de commandant général du Corps royal des Carabiniers.
À la veille de sa retraite définitive, le 12 août 1943, il est nommé haut commissaire de la province de Ljubljana par le nouveau gouvernement Badoglio, mais la précipitation des événements ne lui laisse pas le temps d'exercer ses pouvoirs, la province ayant été déclarée zone d'opérations. À la proclamation de l'armistice, le 8 septembre 1943 (armistice de Cassibile), la ville slovène est occupée par les Allemands, qui l'assignent à résidence, où il reste jusqu'au 10 octobre, avant d'être formellement démis de ses fonctions par la République sociale italienne (Repubblica Sociale Italiana - RSI) le 1er octobre. Ayant obtenu la possibilité de rentrer en Italie, il s'installe à Camogli, où il reste jusqu'en février 1944, date à laquelle il apprend qu'il fait l'objet d'une enquête et s'installe à Saliceto, sa ville natale. Après l'arrestation de sa femme le 1er mars, il décide de se rendre. Détenu dans les prisons de Vérone, Venise et Brescia, il est acquitté par le Tribunal spécial pour la défense de l'État de la RSI dans la phase d'enquête préliminaire de l'accusation d'avoir favorisé le démantèlement des troupes italiennes dans la province de Ljubljana, et le 6 octobre 1944, il recouvre sa liberté. Il entre ensuite en contact avec le Comité de libération nationale (Comitato di Liberazione Nazionale) par l'intermédiaire du général Raffaele Cadorna, mais la fin de la Seconde Guerre mondiale survient avant qu'il puisse avoir un emploi effectif. Déclaré inéligible à la fonction de sénateur par la Haute Cour de justice pour sanctions contre le fascisme (Alta corte di giustizia per le sanzioni contro il fascismo) dans une ordonnance du 6 février 1945, il forme un pourvoi qui est confirmé par la Cour suprême de cassation le 9 juin 1947, date à laquelle il se retire dans la vie privée.
Il décède à Rome le 27 février 1962.

### Fonctions militaires
- Chef du bureau des services aéronautiques au quartier général suprême (24 octobre 1917-1er avril 1918)
- Commandant général de l'armée de l'air (mai 1923-21 octobre 1923)
- Général commandant les Carabinieri (30 novembre 1935-27 août 1940)
- Général du corps d'armée (11 janvier 1937)

### Fonctions politiques et administratifs
- Préfet de Ljubljana (12 août-9 septembre 1943)

### Commissions sénatoriales
- Membre de la commission des affaires intérieures et de la justice (17 avril 1939-23 janvier 1940)
- Membre de la commission des Forces armées (23 janvier 1940-5 août 1943)
- Membre de la commission de la Haute Cour de Justice (22 janvier 1941-5 août 1943)

## Distinctions honorifiques

### Décorations italiennes
- Chevalier de l'ordre militaire de Savoie
- Attaché à l'escadron aérien de Tripoli. Il fut l'un des premiers aviateurs militaires à survoler les champs ennemis, bravant les risques du vol et ceux des tirs ennemis, qui touchèrent son avion à plusieurs reprises. Cinquante-quatre fois, il a survolé nos positions, une fois avec une audace inégalée au-dessus de Kasr Garian, trois fois au-dessus d'Aziziah, une fois au-dessus de Homs, une fois au-dessus de Tarhuna et une fois au-dessus de Zavia alors que nos troupes avaient seulement atteint Gargaresch. Le 26 octobre et le 4 décembre 1911, il prend l'ennemi à plusieurs reprises, observe sa force et ses positions, et fait un rapport au commandement. Alliant l'audace à un jugement intelligent et à un œil sûr, il a contribué à rassembler les données nécessaires à l'élaboration d'une carte des environs de Tripoli, qui est la plus exacte de toutes celles qui ont été possédées jusqu'à présent..
- Arrêté royal du 16 mars 1913.
 - Médaille d'argent de la valeur militaire
- Pilote d'avion, l'un des premiers à avoir consacré son courage, son enthousiasme et sa foi à l'armée de l'air, pendant son service dans l'armée de l'air mobilisée, alliant l'action à la réflexion avec une audace juvénile, il a participé à des opérations aériennes difficiles, donnant constamment un exemple admirable aux soldats de l'air. Karst et ciel de la Soča supérieure ; mai-décembre 1915-octobre 1917-décembre 1918.
 - Médaille d'argent de la valeur militaire
- Chef d'état-major d'une division d'infanterie, il se rend sur les lignes les plus avancées au cours de combats acharnés pour évaluer la situation créée par les contre-attaques violentes et répétées de l'ennemi. Avec précision et clarté de vision, il a coordonné l'action des commandants de troupes pour réorganiser certaines troupes et les rassembler en réserve ; puis, serein et intrépide, il s'est dirigé vers un terrain infesté de gaz toxiques et violemment battu, où un éclat d'obus ennemi l'a gravement touché à la tête. Dès qu'il reprit ses esprits, ses seuls mots furent : "Vive l'Italie !", mots qui sont le condensé et la preuve des éloquentes vertus militaires que possédait l'officier supérieur distingué et héroïque. Monte Pertica (Grappa), 27 octobre 1918.
 - Croix du Mérite de guerre
 - Chevalier de l'ordre des Saints-Maurice-et-Lazare - arrêté royal du 13 septembre 1917.
 - Officier de l'ordre des Saints-Maurice-et-Lazare - arrêté royal du 15 janvier 1931
 - Commandeur de l'ordre des Saints-Maurice-et-Lazare - arrêté royal du 14 janvier 1937.
 - Chevalier de l'ordre de la Couronne d'Italie - arrêté royal du 12 novembre 1911.
 - Officier de l'ordre de la Couronne d'Italie - arrêté royal du 29 janvier 1922.
 - Commandeur de l'ordre de la Couronne d'Italie - arrêté royal du 14 octobre 1923.
 - Grand officier de l'ordre de la Couronne d'Italie - arrêté royal du 9 mai 1935.
 - Chevalier de grand-croix décoré du grand cordon de l'ordre de la Couronne d'Italie - arrêté royal du 18 octobre 1938.
 - Grand officier de l'ordre colonial de l'Étoile d'Italie - arrêté royal du 16 juillet 1936.
 - Croix d'or pour ancienneté (officiers et sous-officiers, 25 ans)
 - Médaille commémorative de la guerre italo-turque 1911-1912
 - Médaille commémorant les opérations militaires en Afrique de l'Est
 - Médaille d'argent du mérite militaire pour long commandement

### Décorations étrangères
- Grand officier de l'ordre de la Couronne  (Belgique) - 24 janvier 1931
 - Chevalier de la grand-croix de l'ordre équestre de Sainte-Agathe (république de Saint-Marin) - 12 mai 1936